# David Campese
David Ian Campese (Queanbeyan, 21 d'octubre de 1962) és un exjugador australià de rugbi que jugava a la posició de Wing.
David Campese va jugar amb els Wallabies les primeres tres Copes del món i fou triat millor jugador del torneig a la Copa del món de Rugby a 15 d'Anglaterra 1991 on va anotar sis assaigs, i va donar l'assistència del famós assaig de Tim Horan contra els All Blacks a les semifinals consagrant-se com campió del Món.
Campese va batre el rècord de partits internacionals, amb 101 internacionalitats, tan sols superat amb posterioritat per Philippe Sella. També va batre el rècord d'assaigs, amb 64 assaigs (315 punts), que no fou superat fins al 2006 per Daisuke Ohata. Durant la seva trajectòria professional, fou considerat com un dels més grans jugadors en la seva posició. Les seves característiques es definien per una gran velocitat, habilitat de mans i peus i famós per ser el creador del "goose-step" (pas d'oca), un moviment ofensiu de gran complexitat que consisteix en successives enganxades i amagades per evitar el placatge. Des de 2001 és membre del Saló de la Fama del Rugbi.

## Selecció nacional
Va debutar als 19 anys en la selecció australiana Sub-21 jugant de Fullback. Va jugar el seu primer partit amb la selecció absoluta l'any 1982.

## El Gran eslam
Va ser part del Gran eslam de 1984 quan Austràlia va realitzar la llegendària gira per Regne Unit. La gira va començar amb una victòria dels Wallabies contra Anglaterra per 3-19. En el segon partit contra Irlanda Campese va anotar un assaig just al final per donar la victòria als australians per 9-16. La tercera cita fou una abultada victòria contra els dracs vermells per 9-28 on els backs aussies es van lluir. La gira acabaria a Edimburg amb la victòria australiana, amb dos assaigs de Campese. Fins a l'any 2014 els Wallabies no tornarien a repetir aquesta fita.

### Participacions en Copes del Món
Campese va disputar la Copa del Món de Rugbi de Nova Zelanda 1987 perdent les semifinals amb França i després sent derrotats 21-20 contra Gal·les en el partit pel tercer lloc. Quatre anys més tard a Anglaterra 1991, resultaria campió vencent als amfitrions a la final i sent triat millor jugador del torneig. Després del triomf mundialista fou anomenat capità fins a l'any 1996 quan es va retirar de la pràctica del rugbi. Va jugar el seu últim mundial a Sud-àfrica 1995 on els Wallabies van ser derrotats pels XV de la Rosa repetint el duel de la final anterior.
| Mundial                       | Seu          | Resultat        | Partits | Assaigs |
| ----------------------------- | ------------ | --------------- | ------- | ------- |
| Copa Mundial de Rugbi de 1987 | Nova Zelanda | Quart lloc      | 6       | 4       |
| Copa Mundial de Rugbi de 1991 | Anglaterra   | Campió          | 6       | 6       |
| Copa Mundial de Rugbi de 1995 | Sud-àfrica   | Quarts de final | 4       | 0       |